# Eldsbergabygdens församling
Eldsbergabygdens församling var en församling i Göteborgs stift och i Halmstads kommun i Hallands län. Församlingen uppgick 2013 i Snöstorps församling.

## Administrativ historik
Församlingen bildades 2006 genom sammanslagning av Eldsberga, Trönninge och Tönnersjö församlingar och utgjorde sedan till 2013 ett eget pastorat. Den 1 januari 2013 uppgick Eldsbergabygdens och Breareds församlingar i Snöstorps församling.

## Kyrkor
- Eldsberga kyrka
- Trönninge kyrka
- Tönnersjö kyrka